# Soumrak v Cordubě
Soumrak v Cordubě (1996, A Dying Light in Corduba) je historický detektivní román anglické spisovatelky Lindsey Davisové. Jde o osmý díl dvacetidílné knižní série, odehrávající se v antickém Římě za vlády císaře Vespasiana. Jejím hlavním hrdinou je soukromý informátor (vlastně soukromý detektiv) Marcus Didius Falco, který je také vypravěčem románu.

## Obsah románu
Román se odehrává na jaře roku 73. V Římě pořádá senátor Quinctius Attractus slavnostní večeři pro společnost výrobců olivového oleje z provincie Hispania Baetica na jihu Hispánie. Po slavnosti je přepaden vrchní císařský špeh Anacrites, který skončí v bezvědomí s rozbitou hlavou, a jeden z jeho agentů je dokonce zabit. Vyšetřováním je pověřen Falco a kromě vypátrání vraha je pověřen zjistit, jaké má Anacrites vazby na trh s olejem. Falco je nucen odjet do Corduby v Baetice. Jeho družka Helena Justina, dcera senátora Decima Camilla Vera, se rozhodne odjet a ním, ačkoliv má za dva měsíce porodit jejich první dítě.
Při vyšetření se Falco dostane do světa bohatých velkovýrobců oleje, obchodníků a vývozců, mezi kterými panuje nelítostná konkurence. Odhalí jejich snahu založit kartel, aby mohli diktovat cenu svého zboží. Zároveň se mu podaří zjistit, že za vraždami stojí kvestor Baetiky Quadratus, syn Attractuse. Helena porodí dceru Julii.

## Česká vydání
- Soumrak v Cordubě (Praha: BB/art 2006), přeložila Alena Jindrová-Špilarová.